# Julius Sang
Julius Sang (Kapsabet, 1946. június 30. – Eldoret, 2004. április 9.) olimpiai bajnok kenyai atléta.

## Pályafutása
Az 1972-es müncheni olimpián 4 × 400 m váltóban aranyérmet nyert Charles Asatival, Munyoro Nyamauval és Robert Oukoval. 400 méteres síkfutásban bronzérmet szerzett.

## Sikerei, díjai
- Olimpiai játékok
  - aranyérmes: 1972, München (4 × 400 m)
  - bronzérmes: 1972, München (400 m)